# Nimećka Mokra
Nimećka Mokra (ukr. Німецька Мокра) – wieś na Ukrainie, w obwodzie zakarpackim,  w rejonie tiaczowskim.

## Historia
Wioska została założona w 1775 r. przez kolonistów z obszaru Salzkammergut w Górnej Austrii.
W latach 1945–2016 miejscowość nosiła nazwę Komsomolśk (Комсомольськ).
Drewniany kościół pw. św. Jana Nepomucena, wybudowany pod koniec lat 70. XVIII w.

## Linki zewnętrzne

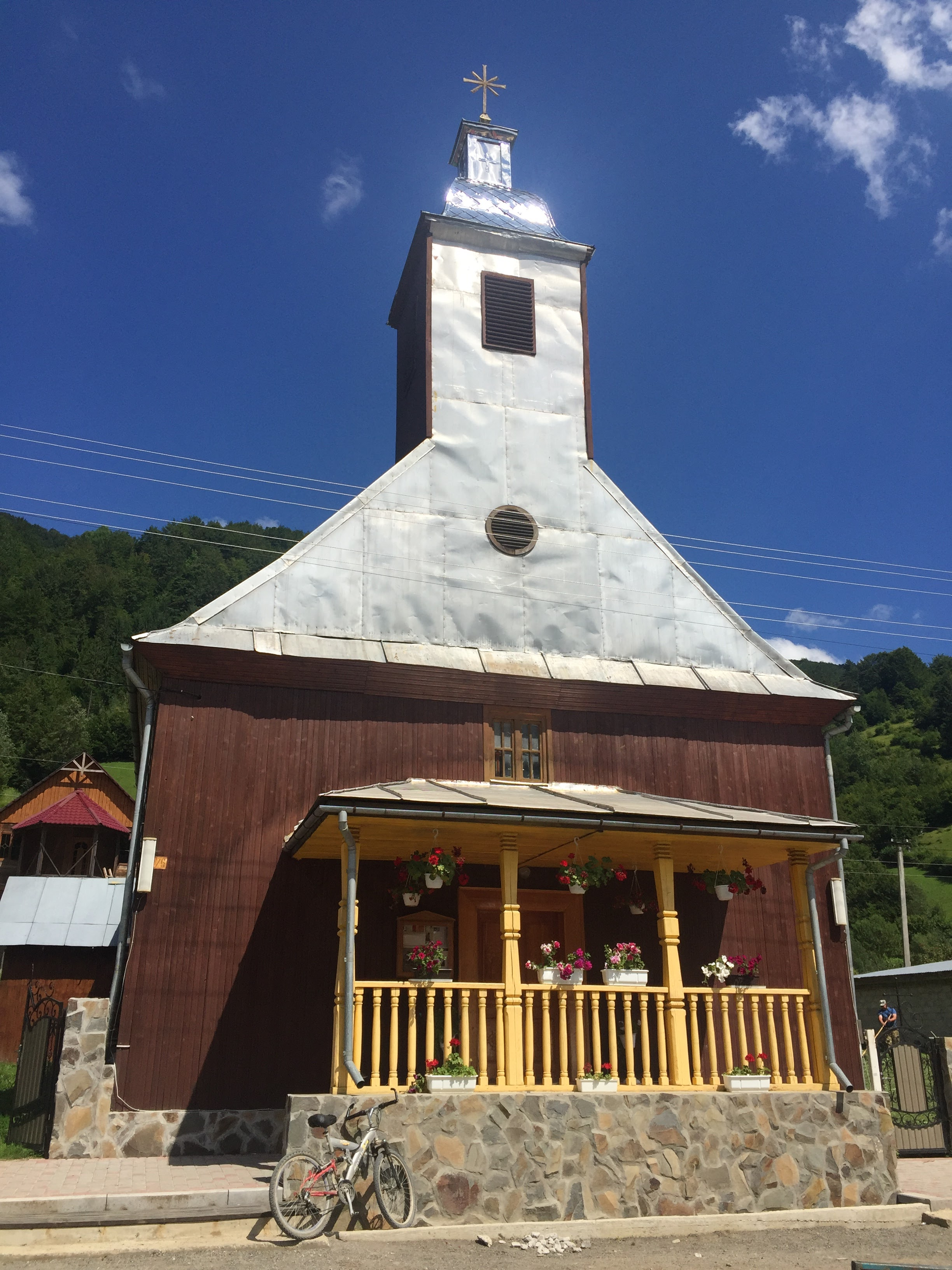
Cerkiew pw. św. Jana Nepomucena

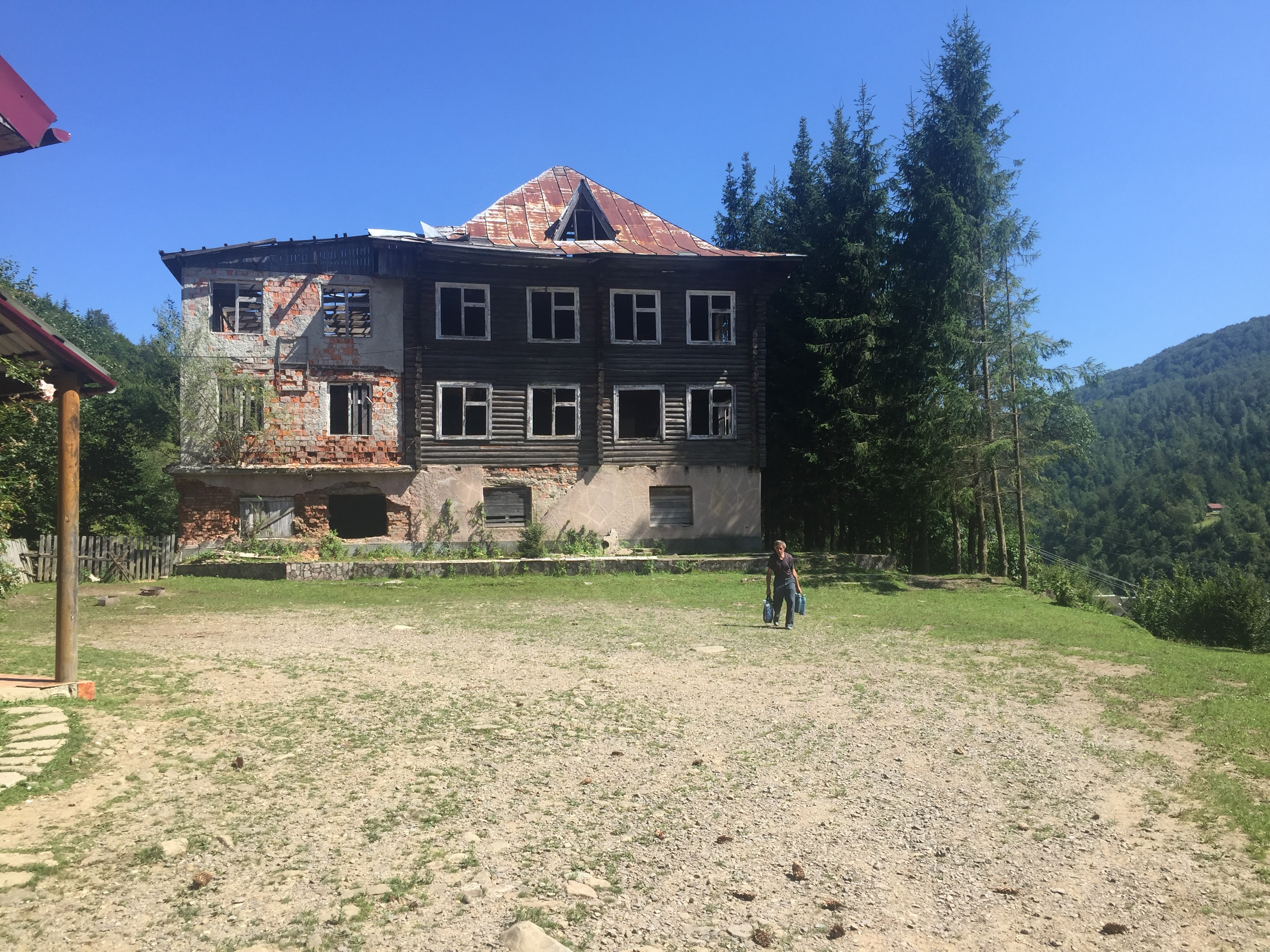
Stara baza turystyczna

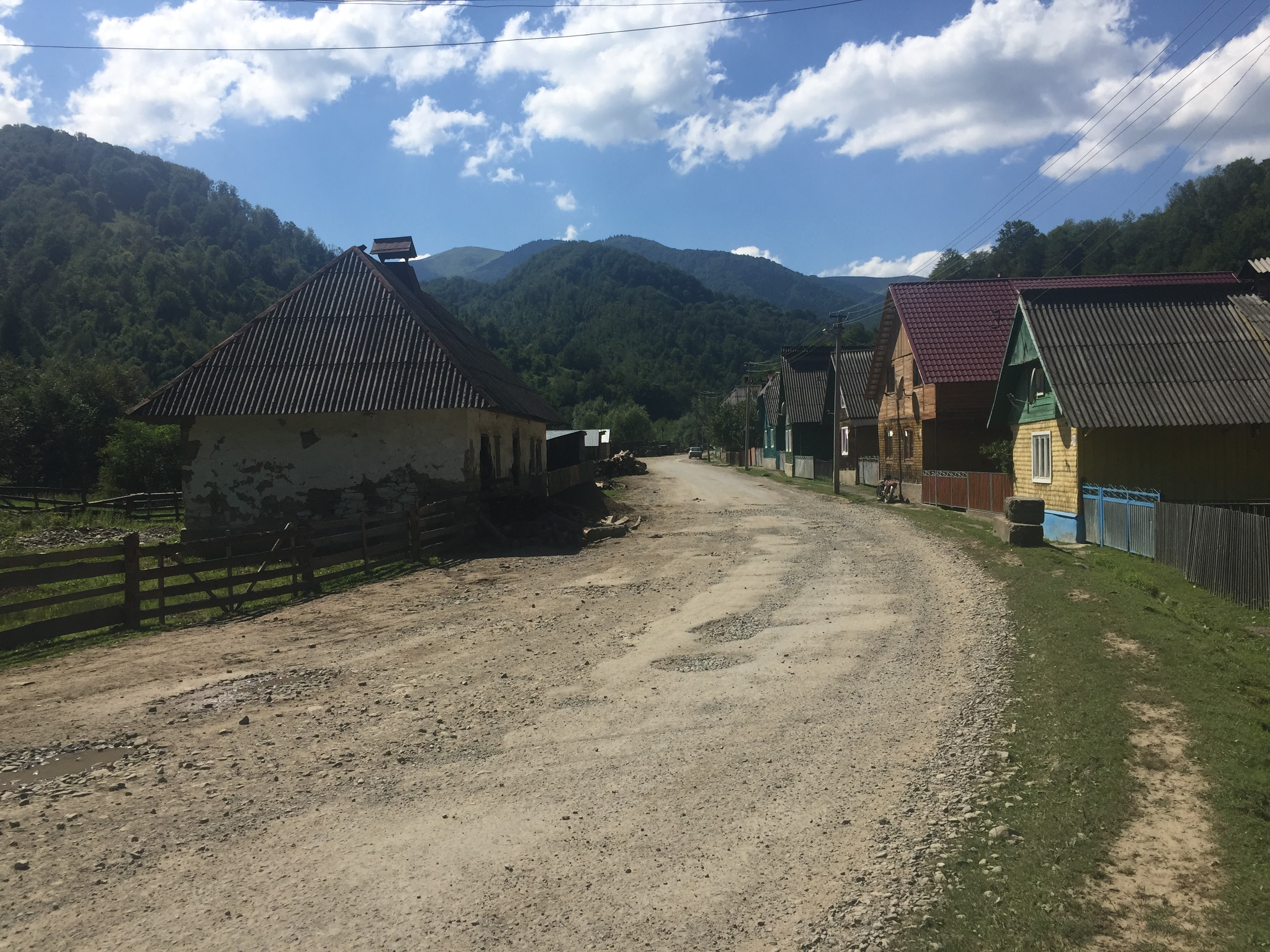
Droga we wsi